# Edmund Rees-Mogg
Edmund Fletcher Rees-Mogg (* 11. November 1889 in Cameley, Somerset; † 12. Dezember 1962 in Bath) war ein britischer Politiker.
Rees-Mogg, Sohn des William Woolridge, aus dessen Ehe mit Emily Walcot Savory, war Landwirt. Seine schulische und akademische Ausbildung erhielt er an der Charterhouse School und am University College der Universität Oxford (Bachelor of Arts, 1912). Während des Ersten Weltkriegs war er Lieutenant des Royal Army Service Corps (RASC).
In der Folge hatte er einige kommunale Ämter inne: 1945 war er High Sheriff von Somerset und während des Zweiten Weltkriegs Chairman des Rates des  Rural Districts Clutton in Somerset.
Ein Sohn aus der Ehe mit seiner Frau Beatrice, geborene Warren (1892–1978), war William Rees-Mogg. Sein Enkel ist der Politiker Jacob Rees-Mogg.